# مورشین
مورشین (به آلمانی: Murchin) یک شهر در آلمان است که در فرپومرن-گرایفسوالد واقع شده‌است. مورشین ۸۳۳ نفر جمعیت دارد.